# Росе, Хуан Гонсало
Хуа́н Гонса́ло Ро́се Грос (исп. Juan Gonzalo Rose Gros; 10 января 1928, Лима, Перу — 12 апреля 1983 там же) — перуанский поэт, драматург, композитор и журналист.

## Биография
В 1945 году окончил филологический факультет Университета Сан-Маркос. Был представителем перуанских пятидесятников. В поэзии преобладало критическое начало. Публиковался в лимском журнале Caretas. Принимал активное участие в общественной и политической жизни своей страны. Состоял в Американском народно-революционном альянсе. Во время диктатуры Мануэля Одриа (с 1950 года) находился в эмиграции в Мексике. Вернулся в Перу в ноябре 1956 года. И стал активно заниматься журналистикой.
К своим песням сам писал стихи. В музыке был последователем национальной музыкальной культуры креольской и афроперуанской музыки. Наиболее популярные его песни, такие как «Felipe de los Pobres», «Pescador de Luz», «Si un rosal se muere» и «Tu Voz» исполняют известные певцы: Таня Либертад, Луча Рейес, Мануэль Акоста Охеда и другие.

## Сочинения

### Поэтические сборники
- Оружие света / La luz armada (Мексика, 1954)
- Песни издалека / Cantos desde lejos (Мексика, 1957)
- Простая песня / Simple canción (Мексика, 1960; нов. ред. 1972)
- Окрестности / Las comarcas (Лима, 1964)
- Hallazgos y extravíos (1968)
- Informe al Rey y otros libros secretos (Мексика, 1969), в который вошли:
  - Discurso del huraño (1963)
  - Los bárbaros (1964)
  - Abel entre los infieles (1965)
  - Panfleto de la soledad (1966)
  - Informe al rey (1967).
- Peldaños sin escalera (1974)
- Obra poética (1974, нов. ред. 2008)
- Camino real (1980)

### Пьесы
- Operación maravillosa (1961)
- Carnet de identidad
- Un momento con Javier

## Награды
- Premio Nacional de Poesía (1958)